# 福州特別市

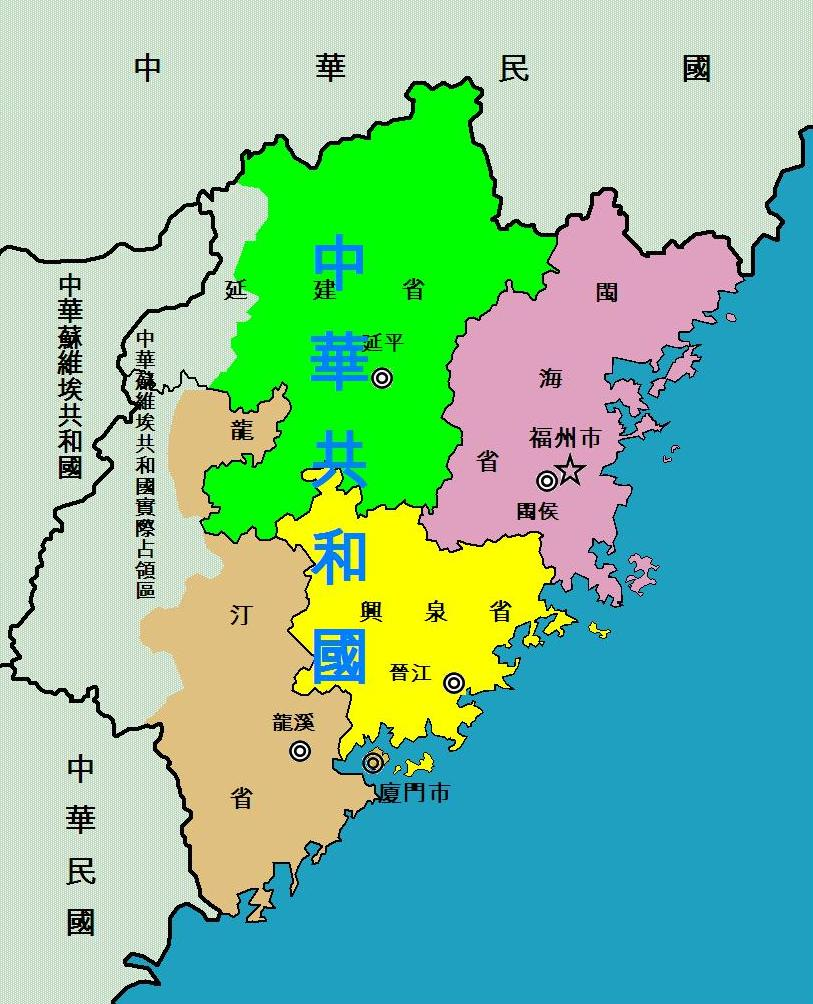
中华共和国地图

福州特别市（1933年12月13日—1934年1月16日）是中华共和国的一级行政区。1933年11月20日，十九路军发动“闽变”；22日，成立中华共和国，定都福州。12月13日，设立福州特别市，辖福州城及周边地区。1934年1月16日，国民革命军蒋鼎文部占领福州，福州特别市随之取消。